# 非銀塩写真
非銀塩写真（ひぎんえんしゃしん）は、ハロゲン化銀以外を感光材料等として使用した写真。

## 概要
資源量が限られ、高価な銀を使用しない写真に関しては古くから研究が進められてきた。1970年代のシルバーショックはこの動きを加速することになった。複写の用途では電子写真が普及し、レントゲン写真の用途では輝尽性蛍光体やフラットパネルディテクタを使用した撮影装置が普及した。電気信号に変換しない化学的な手法による非銀塩写真は保存性、感度の問題により青写真やジアゾ式複写機、光硬化樹脂による印刷用の版の作成等、一部に留まる。